# The Batman (filmový seriál)
The Batman je americký dobrodružný filmový seriál z roku 1943 režiséra Lamberta Hillyera, vyrobený studiem Columbia Pictures. Snímek vznikl na motivy komiksů o Batmanovi od vydavatelství DC Comics. Černobílý filmový seriál, který byl rozdělen do patnácti částí, měl premiéru 16. července 1943, v titulní roli se představil Lewis Wilson.
Seriál byl v roce 1965 opětovně uveden do kin pod názvem An Evening with Batman and Robin.

## Příběh
Batman a Robin bojují proti doktoru Dakovi, japonskému vědci a Hirohitovu agentovi, jenž vynalezl zařízení, kterým dokáže změnit lidi na pseudo-zombie. Dakova základna se nachází v zábavním domě hrůzy v japonské čtvrti.

## Obsazení
- Lewis Wilson jako Bruce Wayne / Batman
- Douglas Croft jako Richard „Dick“ Grayson / Robin
- J. Carrol Naish jako doktor Tito Daka / princ Daka
- Shirley Patterson jako Linda Pageová
- William Austin jako Alfred Pennyworth
- Robert Fiske jako Foster